# سیارک ۶۳۷۷
سیارک ۶۳۷۷ (به انگلیسی: 6377 Cagney، نامگذاری:1987ML1) شش هزار و سیصد و هفتاد و هفتمین سیارک کشف شده‌است که در ۲۵ ژوئن ۱۹۸۷ کشف شد.
قدر مطلق سیارک برابر ۱۲٫۶۰ است.